# Prepona ecuadorica
Prepona ecuadorica är en fjärilsart som beskrevs av Embrik Strand 1921. Prepona ecuadorica ingår i släktet Prepona och familjen praktfjärilar. Inga underarter finns listade i Catalogue of Life.